# G'zOne TYPE-XX
G'zOne TYPE-XX（ジーズワン タイプダブルエックス）は、京セラがカシオ計算機の協力を受けて日本国内向けに開発した、auブランドを展開するKDDIおよび沖縄セルラー電話（OCT）の第3.9世代移動通信システム（au 4G LTE/au VoLTE）対応の携帯電話（フィーチャーフォン / ガラホ）端末である。製造型番はKYY31。

## 概要
G'zOne TYPE-Xの事実上の後継機種で、G'zOneシリーズ20周年記念モデルとなる。
当機種の企画とマーケティングはKDDIが、デザインはカシオの歴代G'zOne開発チームがそれぞれ担当しており、「もし現在にG'zOneが存在するならどんな姿になっているか」をコンセプトとしており、名実共にKDDI・京セラ・カシオによるシリーズ唯一の3社共同開発製品と化している。
なお、商品名のひとつであるG'zOneはカシオ計算機の登録商標となっている。
2023年（令和5年）5月15日、京セラは2025年（令和7年）3月末を目途に既存のタフネススマートフォンシリーズ（ブランド）の「TORQUE」を除き、コンシューマー（個人）向けスマートフォン・携帯電話事業からの撤退を表明したため、当機もその例に洩れず2023年（令和5年）12月を以て製造・出荷終了。これによりG'zOneシリーズの端末としても当機を以って最終機種となった。

## 経緯
2018年11月16日、KDDIとOCTは2022年3月31日に3GサービスのCDMA 1X WIN（au 3G）を終了し停波することを発表。これに伴い、それまでの3G専用（厳密には3G専用とau VoLTE非対応の4G）の携帯電話端末が全て使用不能になることから、同発表以降4Gまたは5G（au VoLTE）対応のフィーチャーフォンやスマートフォン（後述のTORQUEも含む）への機種変更（実質的には巻き取り）を呼び掛けていた。
ところがマーケティングの結果、全機種がこの巻き取り対象であるカシオのG’zOneにはその耐久性から潜在的な根強いファンが存在し、ユーザーの同一メーカー・同一ブランド利用継続の希望も他ブランドの約5倍、auの現行ラインナップへの不満も同じく約3倍、といずれも突出して高かった。つまり「G'zOneがあるからauを使っている」というユーザーが多く存在していたのであり、中には2006年発売のW42CAを15年使い続けているユーザーや、究極的には予備の端末をストックしているというユーザーまで存在した程である。また、仕事上等の問題でスマートフォン等への移行を躊躇するユーザーも多く、3Gサービス終了・完全停波まであと1年を切った2021年の時点でも数万台が使われている状態であり、しまいには「3G停波でG'zOneが使えなくなるなら（auに留まる意味が無くなるので）他社に移る」との声まで入る状況へとKDDIとOCTは追い詰められていた。しかし当のカシオは携帯電話端末事業から撤退して久しく自社での端末開発が不可能になっており、最早G'zOneだけのために、ただそれだけのために再参入することも出来ず、袋小路に入りかけていた。
一方、カシオの携帯電話端末事業撤退前に京セラが開発したスマートフォンシリーズ「TORQUE」はG'zOneの事実上の後継たる高耐久端末として定評を得ており、G'zOneからTORQUEへの移行も進んではいた。更にはそのTORQUEにもVoLTE対応のAndroid搭載フィーチャーフォン（2017年発売のTORQUE X01 KYF33）が存在したため、高耐久端末としてはフィーチャーフォンのG'zOneユーザーの受け皿が全く存在しない訳でも無かった。しかしあくまでもフィーチャーフォンのG'zOneを求めるユーザーからは上記の通りけんもほろろであった。このためKDDIとOCTには、歴代G'zOneユーザーの、それもG'zOneとしての受け皿として「G’zOneブランドの4G対応二つ折り式携帯電話」がどうしても必要となってしまっていたのである。
2017年末にWINを巻き取る準備を進めていたKDDIのマーケティング担当者はG'zOneを復活させることを思い付く。2018年に入りカシオの担当者と「今G'zOneが出たらどうなるのか」等と雑談したところ、カシオ社内で離散していたG'zOne開発チームも再び集結しG'zOne復活プロジェクト案が進み出す。コンセプトモデルが製作されるとKDDIとカシオの両社で理解者も増えていき、カシオの社長稟議も決裁された。カシオの撤退済問題についてはKDDIが京セラに打診するも、自社のTORQUEが存在するがために京セラ社内でも賛否両論が発生。それでも最終的に京セラは「実現できるのは（TORQUEを持つ）当社しかいない」としてカシオとタッグを組むことを決断。G'zOne復活プロジェクトが実現に向け動き出すが、やはりTORQUEの存在がネックとなり、開発はスムーズだったもののブランド等に関しては難航を極め、G'zOneシリーズ20周年となる2020年内の発売には間に合わなかった。
以上の経緯から、あくまで「G'zOneシリーズ20周年記念特別企画」の京セラ製携帯電話端末として発売され、同時にカシオのG'zOneから京セラのTORQUEへの移行というテーマも隠されている。カシオが他社である京セラ製品のデザインを手掛けるのも初の挑戦であった。

## 沿革
- 2021年（令和3年）
  - 8月2日 - KDDIより公式発表。
  - 12月10日 - KDDI、および沖縄セルラー電話より発売開始。
- 2023年（令和5年）12月22日 - 製造、および出荷終了。
- 2024年（令和6年）3月31日 - 販売終了。

## 搭載オリジナルアプリ
壁紙や時計アプリに、かつてカシオの携帯電話で人気を博したもののG'zOneシリーズには一度も登場したことのないアデリーペンギン（通称「カシペン」）が登場する。

## 主な機能・対応サービス
※PC向けWebブラウザが標準装備されている。
| 主な機能・対応サービス                                                                             | 主な機能・対応サービス                                                        | 主な機能・対応サービス                                                | 主な機能・対応サービス         |
| -------------------------------------------------------------------------------------------------- | ----------------------------------------------------------------------------- | --------------------------------------------------------------------- | ------------------------------ |
| Google Play LINE （au 4G LTEケータイ専用版）Webブラウザ auスマートパス （au 4G LTEケータイ専用版） | うたパス（au 4G LTEケータイ専用版） メディアプレイヤー （音楽、動画再生対応） | おサイフケータイ NFC おくだけ充電（Qi）                               | ワンセグ フルセグ DLNA/DTCP-IP |
| PCメール auメール SMS→プラスメッセージ                                                             | デコレーションメール デコレーションアニメ                                     | Friends Note                                                          | PCドキュメント                 |
| au Smart Sports Run & Walk Karada Manager ゴルフ(web版)                                            | GPS 方位計                                                                    | au oneナビウォーク au one助手席ナビ                                   | au one ニュースEX au one GREE  |
| かんたんメニュー じぶん銀行                                                                        | 緊急速報メール                                                                | Bluetooth                                                             | 無線LAN機能 (Wi-Fi)            |
| 赤外線通信                                                                                         | au VoLTE （シンクコール非対応） au 4G LTE （CA非対応） WiMAX 2+ au 3G         | au世界サービス                                                        | auフェムトセル auシェアリング  |
| microSDHC microSDXC                                                                                | モーションセンサー(6軸)                                                       | 防水 防塵 耐衝撃 塩水噴霧 耐振動 耐日射 防湿 温度耐久 低圧対応 耐氷結 | 簡易留守録 着信拒否設定        |